# 시리아 항공의 운항 노선
2020년 7월 기준으로 시리아 항공은 다음과 같이 운항하고 있다.

## 운항 노선

### 아시아

#### 서남아시아
- 레바논
  - 베이루트 - 베이루트 국제공항
- 바레인
  - 마나마 - 바레인 국제공항
- 시리아
  - 카미실리 - 카미실리 공항
  - 라타키아 - 바셀 알아사드 국제공항
  - 다마스쿠스 - 다마스쿠스 국제공항 허브
- 이집트
  - 카이로 - 카이로 국제공항
- 아랍에미리트
  - 아부다비 - 아부다비 국제공항
  - 두바이 - 두바이 국제공항
  - 샤르자 - 샤르자 국제공항
- 요르단
  - 암만 - 퀸 알리아 국제공항
- 이라크
  - 바그다드 - 바그다드 국제공항
- 카타르
  - 도하 - 하마드 국제공항
- 이란
  - 테헤란 - 테헤란 이맘 호메이니 국제공항

### 아프리카
- 수단
  - 하르툼 - 하르툼 국제공항
- 알제리
  - 알제 - 우아리 부메디엔 공항

### 유럽
- 러시아
  - 모스크바 - 브누코보 국제공항